# الوحوش (فلم)
الوحوش (بالإنجليزية: The Munsters) هو فيلم رعب وكوميديا تم إنتاجه في الولايات المتحدة وصدر سنة 2022 بطولة شيري مون زومبي وكاساندرا بيترسون وجيف دانيال فيليبس ودانيال روباك وخورخي غارسيا ومن إخراج روب زومبي.

## القصة
طبيب عبقري يحاول الجمع بين الجسد المثالي في العقل الأذكي لكن يحدث خطأ في تجربته تؤدي لزرع عقل فنان كوميدي وتتوالى الاحداث الشيقة

## وصلات خارجية
الوحوش على موقع IMDb (الإنجليزية)
- الوحوش على موقع ميتاكريتيك (الإنجليزية)
- الوحوش على موقع روتن توميتوز (الإنجليزية)
- الوحوش على موقع ألو سيني (الفرنسية)
- الوحوش على موقع فيلمافينيتي (الإسبانية)
- الوحوش على موقع قاعدة بيانات الفيلم (الإنجليزية)
- الوحوش على موقع ليتربوكسد (الإنجليزية)
- الوحوش على موقع كينوبويسك (الروسية)